# سراج‌الاخبار
سراج‌الاخبار یا سراج‌الاخبار افغانیه یکی از قدیمی‌ترین نشریه‌های افغانستان است که در ابتدا در ۲۲ جدی/دی ۱۲۸۴ به مدیریت مولوی عبدالرئوف قندهاری در چاپخانه سنگی منتشر شد. سراج‌الاخبار پس از انتشار اولین شماره که ۳۶ صفحه داشت و قرار بود هر ۱۵ روز منتشر شود متوقف شد. اما پس از شش سال برای دور دوم این روزنامه در ۱۶ میزان/مهر ۱۲۹۰ به مدیریت محمود طرزی در کابل منتشر شد. به گفتهٔ عبدالله شادان، پژوهشگر مسائل مطبوعات افغانستان، سراج‌الاخبار در شرایط خاصی منتشر شده و کانونی شد برای جنبش مشروطین و استقلال‌طلبی.
امروزه نسخه‌های این روزنامه بسیار کمیاب است و در تعداد کمی از کتابخانه‌ها می‌توان مجموعهٔ کامل آن را یافت. در آرشیو ملی افغانستان، در کتابخانه ملی مجلس شورای اسلامی ایران، در کتابخانه بریتانیا، کتابخانه روسیه و کتابخانه کنگره آمریکا برخی شماره‌های این روزنامه وجود دارد.

## تغییر نام
این نشریه در ابتدا با نام سراج‌الاخبار منتشر می‌شد، همزمان با آن یک نشریه دیگری با همین نام در شبه قاره هند منتشر می‌شد. به خاطر هم‌نامی این دو نشریه و برای جلوگیری از اشتباه، نام سراج‌الاخبار با کمی تغییرات به سراج‌الاخبار افغانیه تغییر یافت.